# Греди Асса
Греди Хаим Асса е български художник-живописец от еврейски произход.

## Биография
Греди Асса е роден на 29 януари 1954 г. в Плевен. През 1981 г. завършва специалност стенопис във Великотърновския университет „Св. св. Кирил и Методий“ в класа на проф. Никола Гелов.
Работата си като преподавател започва в плевенската музикална гимназия, където негови ученици са били Евгени Димитров – Маестрото и Слави Трифонов.
Работи в Националната художествена академия, където понастоящем е професор и ръководител на катедра „Мода“, а в периода 2000 – 2004 г. е заместник-ректор.
Зам.-председател на Фонд „Култура“ при Министерство на културата (2000 – 2004).
От 2010 г. до края на юли 2015 г. е изпълнителен директор на Национален дарителски фонд „13 века България“.
Съпруг на преподавателката по културология в Софийския университет и преводачка на философска литература от френски език Жана Дамянова.
На 6 февруари 2014 г. министърът на културата Петър Стоянович го награждава с отличието „Златен век“ за неговия голям принос в развитието на българската култура.

## Творчество
През 1986 – 1987 г. Греди Асса, Андрей Даниел, Божидар Бояджиев, Вихрони Попнеделев, Недко Солаков и изкуствоведът Филип Зидаров основават групата за авангардно изкуство „Градът“. Заедно правят изложбите „Градът?“ (София, април 1988), „Вавилонска кула“ до Дома на хумора и сатирата в Габрово (май 1989), политическия хепънинг „Хамелеон“ по повод последния конгрес на ДКМС (София, януари 1990), „Градът Утопия“ в Галерия Бонингтън, Нотингам (1990) и „Таванската изложба“ в София. През 1989 г. членовете на групата основават своя едноименна галерия, която е и първата българска частна галерия, управлявана от художници. Галерията организира първата изложба в София на плакати на Христо Явашев-Кристо и на художника-емигрант Харалампи Орошаков. След разпадането на група „Градът“ Греди Асса се завръща към живописта.
Твори в областта на пейзажа, голото тяло, абстрактната живопис. Предпочитани техники са акварел, туш и маслени бои. Характерни за стила му са символизмът и интензивността на цветовете и енергията и скоростта на контраста.
Негови картини са притежание на Националната художествена галерия, Софийската градска художествена галерия, Бундестага в Берлин, Музей „Петер Лудвиг“ в Кьолн, Колекция „Франк Пажес“ в Баден-Баден, Музей на холокоста във Вашингтон, Музей за европейско изкуство в Ню Йорк, Колекция „Джон Бърнс“ при Бостън Колидж, Бостън, Музей за съвременно изкуство в Ниш, Корпоративна колекция „Студио 9“ в Лондон.

## Специализации
- 1999 – Интернешънал Студио Програм, Ню Йорк, САЩ
- 1998 – Фондация Ланан, Ню Йорк, САЩ
- 1996 – Сите дез Ар, Париж, Франция

## Изложби
Избрани колективни изложби от последните години
- 2012 – Греди, Хубен, Койчев, Галерия за модерно изкуство, София
- 2011 – 54-то Венецианско биенале на изкуствата, Венеция, Италия
- 2010 – Четвърто международно биенале на изкуствата, Пекин, Китай
- Студиото. Музи и модели, Софийска градска галерия, София
- Точки на пресичане, Софийска градска галерия, София

Избрани самостоятелни изложби
Греди Асса има над 80 самостоятелни изложби, сред които:
- 2017 – Живопис, Galleria della Luce di Roma, Рим, Италия
- 2013 – Магията на цвета, Къщата на Редута, Бон, Германия
- 2012 – Птичето, Галерия Астри, София
- 2011 – Исландия, моя утопия. Галерия Ракурси, София
- 2010 – Йемая, Галерия Райко Алексиев, София
- 2009 – Бял Скок, Галерия Ракурси, София
- Балкански ветрове, Галерия Зенит, София
- 2008 – Толкова близо, толкова далеч, Галерия Мимесис, Женева, Швейцария
- Живопис и рисунки, Галерия Мулин, Шанхай, Китай
- Живопис и рисунки, Галерия Да-спейс, Пекин, Китай
- 2024 - Юбилейна ретроспективна изложба "Греди Асса. Пътувания", СБХ, София

Греди Асса прави самостоятелни изложби в България, Великобритания, Германия, Люксембург, Полша, САЩ, Словения, Унгария, Южна Корея, Франция, Холандия, Швеция, Швейцария. Взема участие в колективни изложби в Австрия, България, Великобритания, Германия, Китай, Русия, Словакия, Словения.

## Отношения с Държавна сигурност
През юни 2011 г. Комисията по досиетата обявява, че от 1979 година Греди Асса е бил секретен сътрудник на Първо управление на Държавна сигурност, ОУ на МВР-Плевен. За него са налични само един дневник, няколко картона и предложение за заличаване на делото му от 1990 г. Греди Асса отрича да е бил сътрудник на ДС – според данните на Комисията по досиетата той би трябвало да е вербуван на 25-годишна възраст, по време, когато е войник в Строителни войски, а според картона на ДС той е вербуван към разузнавателния отдел. Греди Асса посочва, че до неговото име няма име на вербувалия го служител и на този, който трябвало да го ръководи, което е изключение от всички дотогава публикувани списъци от комисията. Освен това няма документи за какъвто и да е донос, написан от него. Писателката Милена Фучеджиева в Отворено писмо, публикувано в блога ѝ, изразява подкрепата си към Греди Асса и съпругата му Жана Дамянова в опита им да попречат на опетняването на името му.

## Филмография
- „Кубасса“, документален филм на френския кинематографист Патрик Сандрен
- „Другото земно кълбо“, филм-портрет на Владимир Люцканов от поредицата „Умно село“, БНТ, 2004. Филмът получава Голямата награда Осма муза за телевизионно изкуство през 2004 г.
- "Владимир Димитров – Майстора: Презареждане", филм от поредицата „Умно село“ с участие на Греди Асса, БНТ, 29 март 2014.